# Valverde de los Arroyos
Valverde de los Arroyos – gmina w Hiszpanii, w prowincji Guadalajara, w Kastylii-La Mancha, o powierzchni 45,21 km². W 2011 roku gmina liczyła 90 mieszkańców.